# Xenon
Xenon (рус. Зино́н) (от названия инертного газа ксенон) — центральный процессор игровой консоли Xbox 360.
Разработан IBM на основе архитектуры PowerPC, внутреннее кодовое название в IBM — Waternoose, в Microsoft — XCPU. Содержит 3 независимых ядра, разработанных на основе ядра PPE процессора Cell, каждое из которых выполняет два потока команд, итого 6 потоков. Исполнение команд — In-Order, спекулятивное исполнение не используется, аппаратной предвыборки данных нет. Кэш-память I уровня в каждом ядре состоит из 32 Кбайт для инструкций и 32 Кбайт для данных.
На процессорах стоит маркировка «XCPU», они выпускались компанией Chartered Semiconductor Manufacturing (англ. Chartered Semiconductor Manufacturing). В процессе выпуска технологический процесс был улучшен до 45 нм, что снизило себестоимость процессоров для Microsoft.
Название Xenon заимствовано у всей приставки, так она называлась в подготовительной стадии.

## Спецификации
- теоретическая производительность
  - 96.0 (4× 32VMX + 1× FPU × 3 ядра × 3.2 GHz) GFLOPS пиковая для 32-битной точности[1]
  - 57.6 (2× 64VMX + 1× FPU × 3 ядра × 3.2 GHz) GFLOPS пиковая для 64-битной точности[1]
- три симметричных in-order ядра, каждое выполняет по 2 потока на тактовой частоте 3,2 ГГц;
- SIMD: VMX128 (очень близкий к AltiVec, но не совместимый) с 2× (128×128 bit) регистрами в каждом ядре;
- 1 Мбайт кэш-памяти II уровня на половинной частоте в 1,6 ГГц, присоединено по 256-битной шине, может временно запираться графическим сопроцессором;
- скорость передачи данных в кэш II уровня — 51,2 ГБ/с (256 бит × 1600 МГц);
- скорость передачи по внешней шине (Front-Side Bus) — 21,6 ГБ/с;
- скалярных произведений в секунду — 9,6 млрд;
- выполнение командного потока только в прямом порядке, без опережения;
- в постоянную память (ПЗУ) записана программа загрузки (Secure Bootloader);
- порядок записи байтов — от старшего к младшему (big endian).

- 90-нм технологический процесс, в 2007 г. переведённый на 65 нм, в 2009 г. переход на 45-нм технологию ; 165 млн транзисторов;

## XCGPU
XCGPU — гибридный процессор (APU) игровой консоли Xbox 360 Slim, в нём объединены Xenon CPU и Xenos GPU, а также eDRAM. XCGPU — первый массовый APU, сочетающий мощные CPU  и GPU, контроллер памяти и ввода-вывода. Он также содержит замену шины FSB, которая соединяет CPU и GPU внутри XCGPU таким же образом, как шина FSB соединяет CPU и GPU в старых ревизиях Xbox 360, поэтому XCGPU совместим со старой архитектурой Xbox 360.
Впервые представлен в 2010 году, содержит 372 миллиона транзисторов и производится компанией GlobalFoundries по 45-нм техпроцессу. В сравнении с оригинальным чипсетом Xbox 360 потребление питания уменьшено на 60 % и физический размер чипа — на 50 %.
На первом кристалле чипа:
- 3 ядра ЦП (чуть модифицированные версии ядра PPE из ЦП IBM Cell), работающие на частоте 3,2 ГГц;
  - 1 МБ общего для них кэша L2, работающего с половинной частотой и подключенного к 256-битной шине;
- 500 МГц ГП AMD Xenos на 48 «суперскалярных процессоров» с пиковой производительностью в 240 Гфлопс;

На втором кристалле чипа, связанном с первым 500 МГц 512-битной шиной — 8 ROP и кадровый буфер на 10 МБ с архитектурой eDRAM.